# Estab Life
 (エスタブライフ, Esutabu Raifu) est un projet multimédia japonais créé par Gorō Taniguchi. Une série animée de Polygon Pictures intitulée Estab Life: Great Escape a été diffusée à la télévision japonaise d'avril à juin 2022 sur le bloc de programmation +Ultra de Fuji TV. Un film d'animation également de Polygon Pictures intitulé Bloody Escape: Jigoku no Tōsō Geki a été créé en janvier 2024. Un jeu mobile développé par Square Enix intitulé Estab Life: Unity Memories a également été annoncé.

## Synopsis
La franchise se déroule dans un futur lointain, alors que la population mondiale est en déclin, le HDED (Département expérimental de la diversité humaine) mené par l'IA de gestion des écosystèmes dans le but de la prospérité des espèces, en plus des humains ordinaires, des bêtes et de diverses races telles que comme les démons et les cyborgs sont nés. De plus, l'IA a créé de nombreuses zones entourées de hauts murs appelés « clusters », et la culture, le bon sens et les valeurs de chaque zone se sont formés. Tonkyork Metropolis (un portemanteau de New York et Tokyo situé dans la région de Kantō) et Chicagosaka (un portemanteau de Chicago et Osaka situé dans la région du Kansai ) sont devenues au cours des travaux une ville expérimentale et futuriste divisée en clusters, et la surveillance de l'IA rend cela impossible. pour que les gens puissent aller et venir librement.

## Personnages

### Estab Life: Great Escape
(juillet 2024).
Le contenu est difficilement compréhensible vu les erreurs de traduction, qui sont peut-être dues à l'utilisation d'un logiciel de traduction automatique.
Equa (エクア, Ekua)
Voix japonaise : Tomomi Mineuchi
The leader of the Escape Shop Extractors, a mercenary group that helps clients escape their heavily guarded clusters. When she is not doing an escape job, she is attending school at the Ochanomizu cluster and is the manager of Cafe Vostok. She has the power of precognition called Fatal Luck that allows her to see seconds into the future, and she uses that to plan out her escape tactics.
Feles (フェレス, Feresu)
Voix japonaise : Rie Takahashi
A member of the Escape Shop Extractors who is a “Gun Wizard”, able to cast spells that manipulate bullets. She is athletic and highly proficient with guns.
Martes (マルテース, Marutēsu)
Voix japonaise : Maria Naganawa
A humanoid slime girl who is a member of the Escape Shop Extractors. Her body is composed of several slime lifeforms. She has great affections towards Equa.
Alga (アルガ, Aruga)
Voix japonaise : Show Hayami
A robotic member of the Escape Shop Extractors. He is in charge of technical support for the team.
Ulula (ウルラ)
Voix japonaise : Shin-ichiro Miki
A wolf beastman who is a member of the Escape Shop Extractors. He only speaks in growls and barks and specializes in close combat.

### Estab Life: Unity Memories
Ashley (アッシュ, Asshu)
Voix japonaise : Gakuto Kajiwara
Herbert (ハーバート, Hābāto)
Voix japonaise : Toshiyuki Toyonaga
Charles (チャールズ, Chāruzu)
Voix japonaise : Hiro Shimono
Occa (オウカ, Ōka)
Voix japonaise : Kanon Takao
Kokuto (コクトウ, Kokutou)
Voix japonaise : Satsumi Matsuda
Mithril (ミスリル, Misuriru)
Voix japonaise : Yūki Kuwahara
Fel (フェル, Feru)
Voix japonaise : Minami Takahashi
Sidden (シデン, Shiden)
Voix japonaise : Makoto Furukawa (ja)
Hajun Shogun (波旬将軍, Hajun Shōgun)
Voix japonaise : Kenjiro Tsuda
Prime Minister Akimori (秋森首相, Akimori Shushō)
Voix japonaise : Toshiyuki Morikawa

### Bloody Escape: Jigoku no Tōsō Geki
Kelvin (キサラギ, Kisaragi)
Voix japonaise : Yūki Ono
Loretta (ルナルゥ, Runarū)
Voix japonaise : Reina Ueda
Cruz (クルス, Kurusu)
Voix japonaise : Soma Saito
Jimmy (ジャミ, Jami)
Voix japonaise : Yuma Uchida
Lalac (ララック, Rarakku)
Voix japonaise : Satsuki Yukino
Nonoc (ノノック, Nonokku)
Voix japonaise : Masayo Kurata
Zanza (ザンザ)
Voix japonaise : Jun Fukuyama
Zesh (ゼッシュ, Zesshu)
Voix japonaise : Ryōtarō Okiayu
Yaohachi (ヤオハチ)
Voix japonaise : Kazuhiro Nakaya

## Médias

### Anime
Le projet de Gorō Taniguchi a été initialement annoncé le 23 septembre 2021, puis dévoilé entièrement en tant que projet multimédia le 20 janvier 2022, avec une série télévisée d'animation de Polygon Pictures intitulée  (エスタブライフ グレイトエスケープ, Esutabu Raifu Gureito Esukēpu). Estab Life: Great Escape arrive le 1er mars 2022 sur le service de streaming japonais Fuji TV on Demand et est diffusée du 7 avril au 23 juin 2022 dans le bloc de programmation +Ultra de Fuji TV. Le projet comprend également un film d'animation, réalisé et écrit par Taniguchi chez Polygon Pictures, intitulé à l'origine  (エスタブライフ リベンジャーズロード, Esutabu Raifu Ribenjāzu Rōdo) , dont la première était initialement prévue pour 2023. Le titre du film a ensuite été changé en Bloody Escape: Jigoku no Tousou Geki (BLOODY ESCAPE -地獄の逃走劇-), et la date de sortie prévue changée au 5 janvier 2024,,. Hiroyuki Hashimoto dirige la série télévisée, avec Shoji Gatoh supervisant et écrivant les scripts de la série, Yūsuke Kozaki rédigeant les conceptions originales des personnages, Yoshiaki Fujisawa composant la musique de la série et Slow Curve développant et produisant la série. La chanson thème d'ouverture est "Rana" de Meychan, tandis que la chanson thème de fin est "0" de Good on the Reel. Crunchyroll a autorisé la série en dehors de l'Asie.

### Jeu video
Un jeu mobile développé par Square Enix pour Android et iOS intitulé  (エスタブライフ ユニティメモリーズ, Esutabu Raifu Yuniti Memorīzu)  a été annoncé,. Le jeu est un titre MMORPG gratuit avec des achats intégrés,.